# Deep Unknown
Deep Unknown es la primera canción del disco Polaris de la banda finlandesa Stratovarius fue escogida como primer sencillo de promoción por la compañía de Edel Music, lanzado el 29 de abril de 2009, junto con "Higher We Go" como cara B. Se convirtió en videoclip publicado el 21 de abril de 2009 dirigido por "Owe Lingvall". El sencillo llegó al puesto número 20 en Finlandia permaneció ahí por una semana.

## Listado de canciones
1. Deep Unknown - 4:28
2. Higher We Go - 3:47

## Miembros
1. Timo Kotipelto - Voz
2. Jens Johansson - Teclados
3. Jorg Michael - Batería
4. Lauri Porra - Bajo
5. Matias Kupiainen - Guitarra

## Posiciones
| Chart (2009) | Posición |
| ------------ | -------- |
| Finlandia    | 20       |

- Datos: Q3704677